# Белый шум

Спектр шума, который можно считать белым

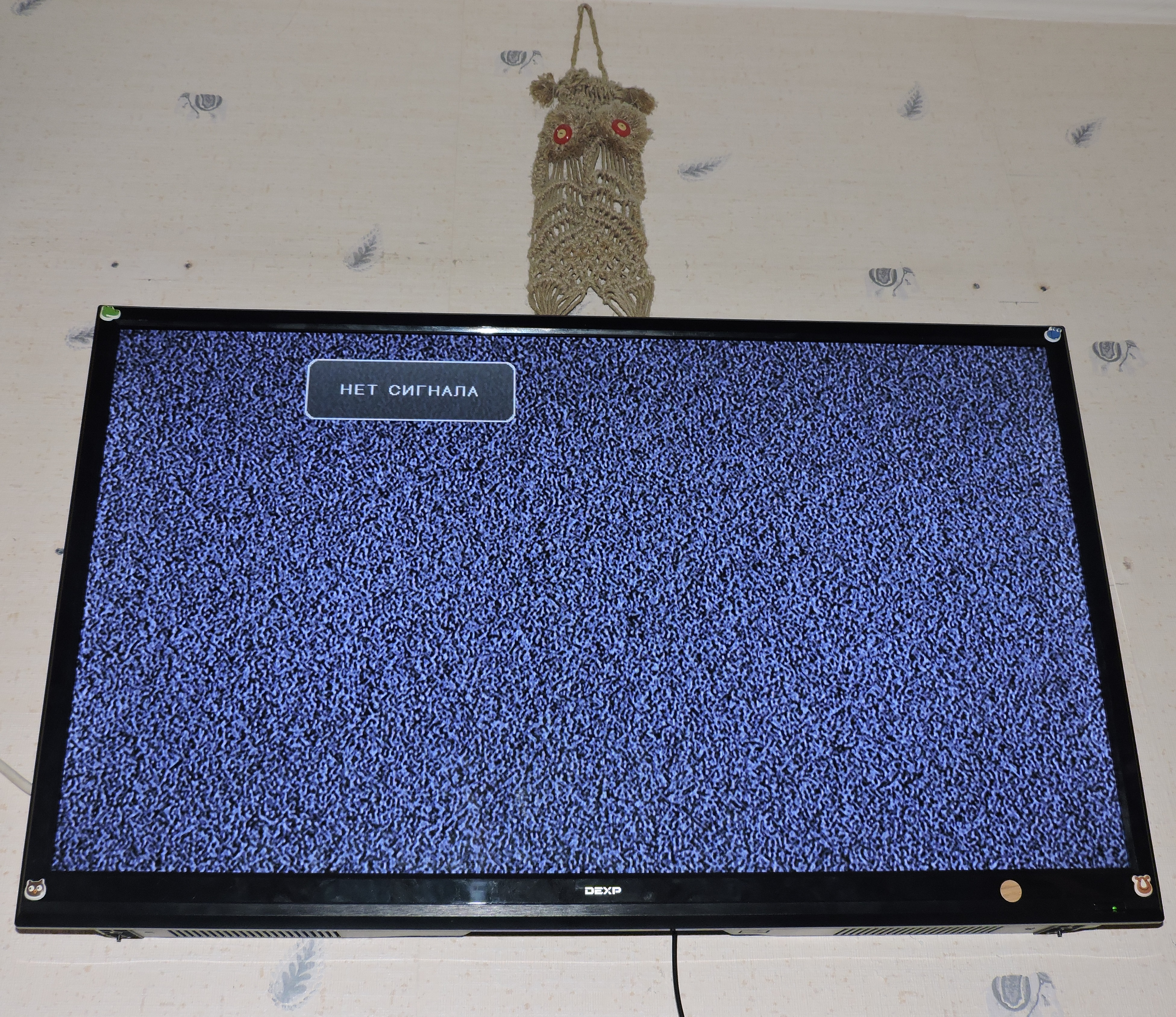
Характерный «снег» на экране телевизора, при отсутствии сигнала представляющий собой белый шум

Белый шум — случайный процесс, спектральная плотность мощности которого одинакова на всех частотах.
В природе и технике белый шум не встречается (ввиду того, что такой сигнал имел бы бесконечную мощность), однако под категорию белых шумов попадают любые шумы, спектральная плотность мощности которых одинакова (или слабо отличается) в рассматриваемом диапазоне частот.
Примерами белого шума являются шум близкого водопада (отдалённый шум водопада — розовый, поскольку высокочастотные составляющие звука затухают в воздухе сильнее низкочастотных), или дробовой шум на клеммах большого сопротивления, или шум стабилитрона, через который протекает очень малый ток. Название получил от белого света, содержащего электромагнитные волны частот всего видимого диапазона электромагнитного излучения. Кроме белого, существуют шумы многих цветов.

## Статистические свойства

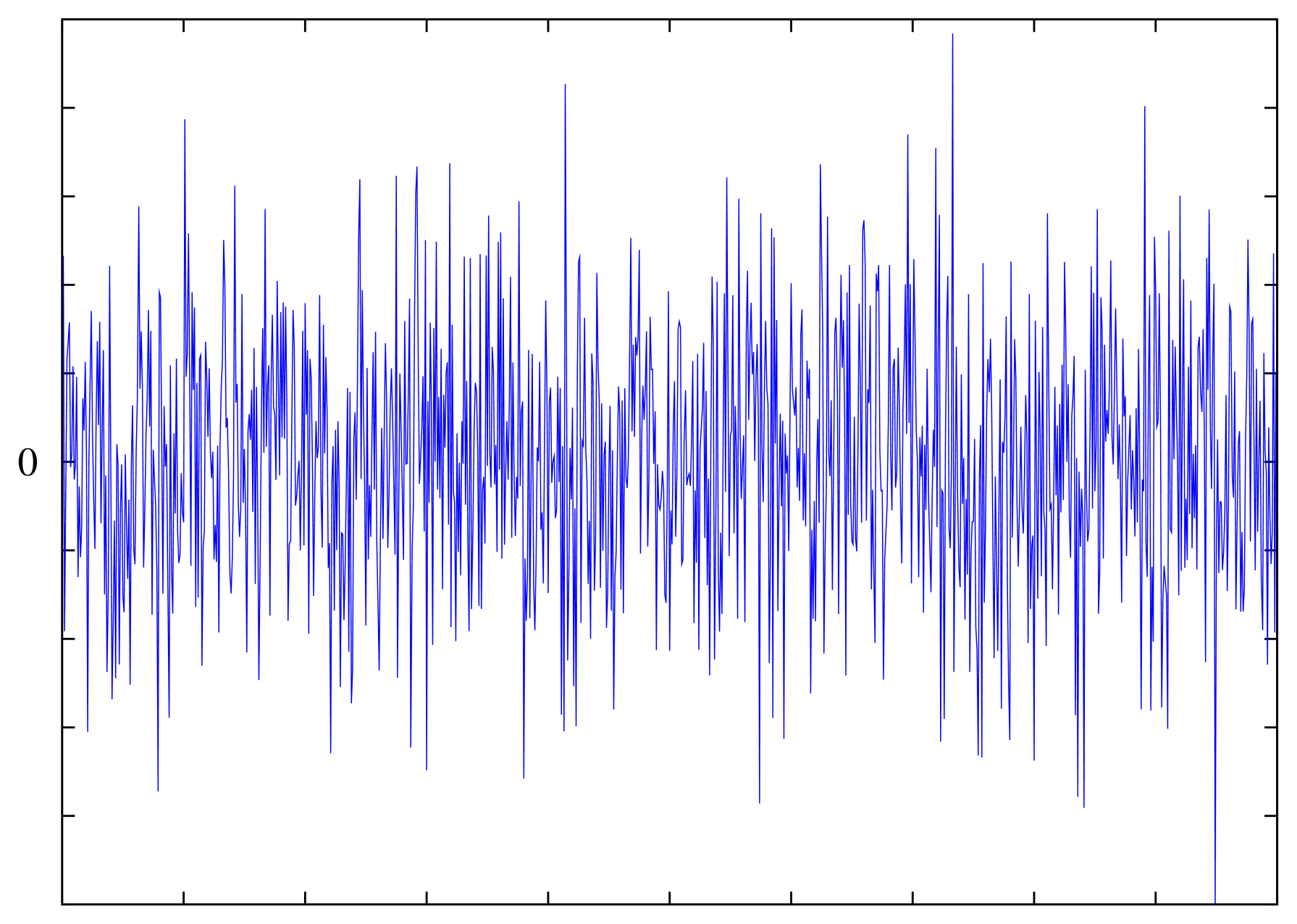
Пример реализации процесса со свойствами белого шума.

Термин «белый шум» применяется к сигналу, имеющему автокорреляционную функцию, математически описываемую дельта-функцией Дирака по всем измерениям многомерного пространства, в котором этот сигнал рассматривается.
То, что белый шум некоррелирован по времени (или по другому аргументу), не определяет его значений во временной (или любой другой рассматриваемой аргументной) области. Значения, принимаемые шумом, могут быть произвольными.
Дискретный белый шум — это просто последовательность независимых (то есть статистически не связанных друг с другом) чисел. С использованием генератора псевдослучайных чисел пакета Visual C++, дискретный белый шум можно получить так:
```
x
[
i
]
 
=
 
2
 
*
 
((
rand
()
/
(
static_cast
<
double
>
(
RAND_MAX
)))
 
-
 
0.5
)

```

В данном случае x — массив дискретного белого шума (с нулевой постоянной составляющей), имеющего равномерное распределение от −1 до 1.
Понятие гауссового шума (то есть шума с гауссовым распределением его значений) не эквивалентно белому шуму. Гауссовый шум предполагает распределение его значений в виде нормального распределения, тогда как термин «белый» имеет отношение к корреляции шума в два различных момента времени (эта корреляция не зависит от распределения значений шума). Белый шум может иметь любое распределение — как Гаусса, так и распределение Пуассона, Коши и так далее. Гауссовый белый шум в качестве модели хорошо подходит для математического описания многих природных процессов (см. Аддитивный белый гауссовый шум).

## Цветной шум
Для удобства описания в физике введены термины, приписывающие шумовым сигналам различные цвета в зависимости от их статистических свойств, к примеру, розовый шум или синий шум.

## Применения
Белый шум находит множество применений в физике и технике. Одно из них — в архитектурной акустике. Для того чтобы скрыть нежелательные шумы во внутренних пространствах зданий, генерируется стационарный белый шум малой мощности.
В электронной музыке белый шум используется как в качестве одного из инструментов музыкальной аранжировки, так и в качестве входного сигнала для специальных фильтров, формирующих шумовые сигналы других типов. Широко применяется также при синтезировании аудиосигналов, обычно для воссоздания звучания ударных инструментов, таких как тарелки.
По мнению педиатра Харви Карпа, большинство младенцев спят лучше, когда рядом с их колыбелью звучит непрерывный белый шум. Компакт-диск со звуками утробы матери заглушает другие отвлекающие шумы и оказывает глубокое убаюкивающее действие. Добавление белого шума в детскую ребенка может продлить его сон на один—два часа.
Белый шум используется для измерения частотных характеристик различных линейных динамических систем, таких как усилители, электронные фильтры, дискретные системы управления и так далее. При подаче на вход такой системы белого шума на выходе получаем сигнал, являющийся откликом системы на приложенное воздействие. Ввиду того, что комплексная частотная характеристика линейной системы есть отношение преобразования Фурье выходного сигнала к преобразованию Фурье входного сигнала, получить эту характеристику математически достаточно просто, причём для всех частот, для которых входной сигнал можно считать белым шумом.
Во многих генераторах случайных чисел (как программных, так и аппаратных) белый шум используется для генерирования случайных чисел и случайных последовательностей.
В операционной системе Linux консольная команда speaker-test, генерирующая белый либо розовый шум, используется для проверки наушников/колонок.

## Математический обзор

### Вектор случайных чисел
Вектор случайных чисел {\displaystyle \mathbf {w} } является последовательностью отсчётов белого шума, когда его ковариационная матрица {\displaystyle B} удовлетворяет следующему равенству:
{\displaystyle B=\mathbb {E} \{\mathbf {w} \mathbf {w} ^{T}\}=\sigma ^{2}\mathbf {I} }.
То есть, это вектор случайных чисел ковариационная матрица которого представляет собой диагональную матрицу с дисперсиями по главной диагонали.

### Белый случайный процесс (белый шум)
Непрерывный во времени случайный процесс {\displaystyle w(t)}, где {\displaystyle t\in \mathbb {R} }, является белым шумом, когда его автокорреляционная функция {\displaystyle B(\tau )=B(t_{1}-t_{2})} имеет вид дельта-функции:
{\displaystyle B(\tau )=\mathbb {E} \{w(t_{1})w(t_{2})\}=\sigma ^{2}\delta (t_{1}-t_{2})=\sigma ^{2}\delta (\tau )}.
Если величина {\displaystyle \sigma ^{2}} не зависит от времени, то случайный процесс является стационарным белым шумом, если зависит от времени — нестационарным белым шумом. В радиотехнике величину {\displaystyle \sigma ^{2}} обозначают как {\displaystyle N_{0}/2}, и характеристикой качества цифровой системы связи является величина Eb/N0.
Тогда спектральная плотность мощности (энергетический спектр) белого шума имеет вид:
{\displaystyle G(\omega )=\int \limits _{-\infty }^{\infty }B(\tau )e^{-i\omega \tau }d\tau =\sigma ^{2}},
так как преобразование Фурье от дельта-функции равно единице. Ввиду того, что спектральная плотность мощности одинакова на всех частотах, белый шум и получил своё название (по аналогии с частотным спектром белого света).
Так как автокорреляционная функция белого шума представляет собой дельта-функцию, то это означает что два отсчёта шума, отличающиеся по времени на любой интервал времени, являются некоррелированными случайными величинами. В случае, когда белый шум также является гауссовым, то это означает, что отсчёты шума также являются независимыми случайными величинами.
Средняя мощность белого шума равна бесконечности:
{\displaystyle P=\int \limits _{-\infty }^{\infty }G(f)df=\infty }.
Белый шум представляет собой полезную абстракцию, так как ни один случайный процесс в действительности не может быть белым. Однако шум, встречающийся во многих реальных системах, можно предположительно считать белым. Это произойдёт в том случае, когда ширина полосы шума существенно превосходит ширину полосы, используемой системой.
Средняя мощность белого шума в полосе частот {\displaystyle B} равна {\displaystyle P_{B}=2\sigma ^{2}B=N_{0}B}.